# Maulavi Barakatullah
Abdul Hafiz Mohamed Barakatullah, más conocido por su nombre honorífico Maulavi Barakatullah (1854-1927) fue un musulmán nacionalista indio y panislamista contrario al dominio británico de la  India. Sesenta y un años después de su muerte, la Universidad de Bhopal fue rebautizada con su nombre.
Gran parte de su actividad antibritánica la desarrolló en el exilio en Japón, donde fue profesor de urdu en la Universidad de Tokio. Allí fundó el periódico Islamic Fraternity, junto con el panislamista ruso Abdurreshid Ibrahim y el nacionalista egipcio Ahmad Fadzli Beg, un oficial del ejército que había sido desterrado a Japón tras la ocupación británica de Egipto.
La revista fue cerrada por el gobierno japonés debido a las presiones de Londres, pero Barakatullah la consiguió reabrir en 1910, acentuando su oposición al imperialismo británico. También fundó la revista The Indian Sociologist y, como el también exiliado Rash Behari Bose, escribió para el escritor panasiático Shumei Okawa, que en 1946, un año después del final de la Segunda Guerra Mundial, sería acusado por el Tribunal de Crímenes de Guerra de Tokio como el principal ideólogo civil del expansionismo japonés.